# Lamiako (métro de Bilbao)
Lamiako est une station de la ligne 1 du métro de Bilbao. Elle est située dans le quartier de Lamiako-Txopoeta, sur le territoire de la commune de Leioa, dans le Grand Bilbao, province de Biscaye de la communauté autonome du Pays Basque, en Espagne.

## Situation sur le réseau
Établie en surface, la station Lamiako de la ligne 1 du métro de Bilbao est située entre, la station Areeta, en direction du terminus nord-ouest Plentzia, et la station Leioa, en direction du terminus sud-est Etxebarri. Elle se trouve en zone tarifaire B1.

Plan du métro.

## Histoire
La station  Lamiako est mise en service le 11 novembre 1995 lors de l'ouverture à l'exploitation de la première section de la ligne 1 du métro de Bilbao.

## Services aux voyageurs

### Accès et accueil
Elle dispose de deux accès situés sur les rues Langileria et Gabriel Aresti.

### Desserte
Lamiako est desservie par des rames de la ligne 1. 

Installations
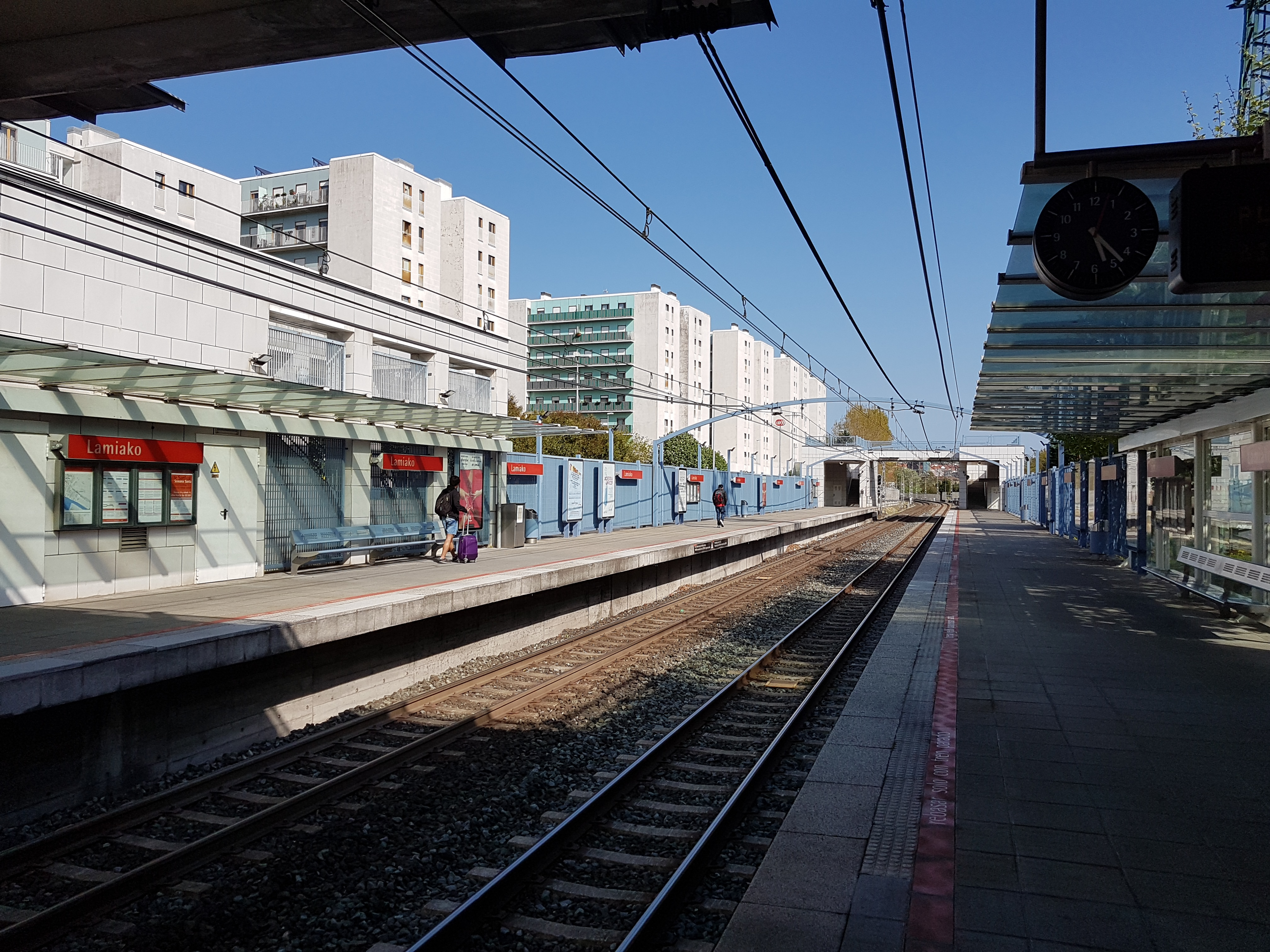
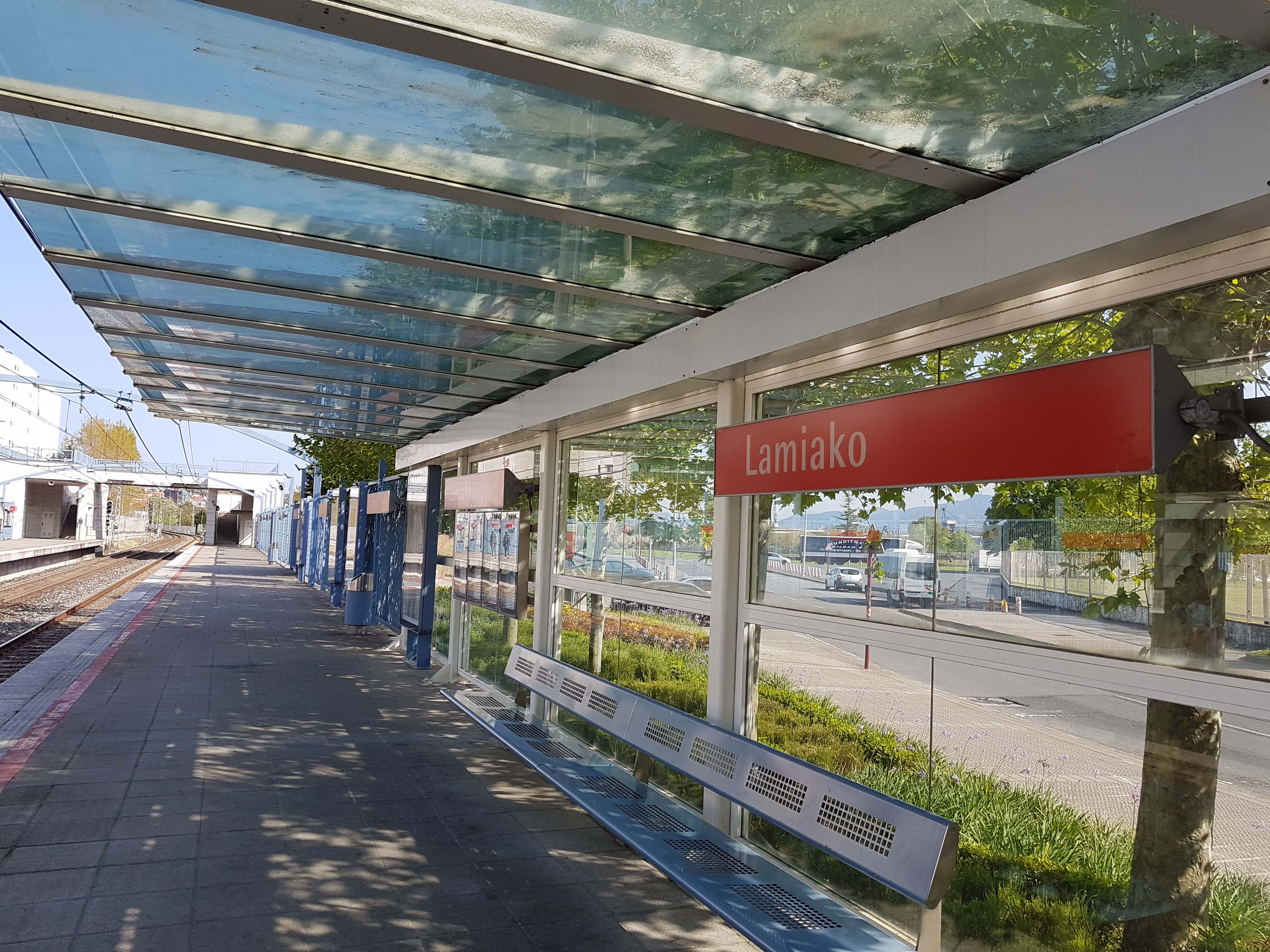